# Corallocarpus conocarpus
Corallocarpus conocarpus är en gurkväxtart som först beskrevs av Dalz. och Gibs., och fick sitt nu gällande namn av George Bentham och Hook. f.. Corallocarpus conocarpus ingår i släktet Corallocarpus, och familjen gurkväxter. Inga underarter finns listade i Catalogue of Life.